# فرانچسکا براجوتی
فرانچسکا براجوتی (ایتالیایی: Francesca Braggiotti؛ ‏ ۱۷ اکتبر ۱۹۰۲ – ۲۵ فوریهٔ ۱۹۹۸) رقصنده، بازیگر و صداپیشه اهل ایتالیا بود.
از فیلم‌ها یا برنامه‌های تلویزیونی که وی در آن نقش داشته‌است، می‌توان به زنان کوچک، شیپیو آفریکانوس: شکست هانیبال و راسپوتین و امپراتریس اشاره کرد.